# Poneratoxin

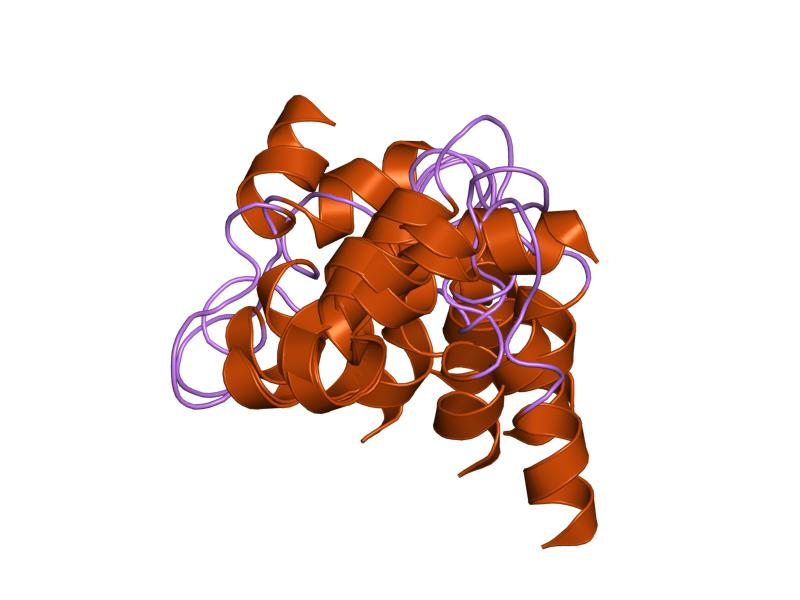
Poneratoxin (Raummodell des Proteins, das mit 1g92-Code registriert ist)

Poneratoxin (PoTX) ist das Nervengift der Ameisengattung Paraponera mit der Art 24-Stunden-Ameise (Paraponera clavata) sowie der Gattung Dinoponera wie Dinoponera longipes aus dem tropischen Regenwald Süd- und Mittelamerikas. Es wird über einen Giftstachel verabreicht und gilt als besonders schmerzhaft, ohne Gewebeschäden zu verursachen.

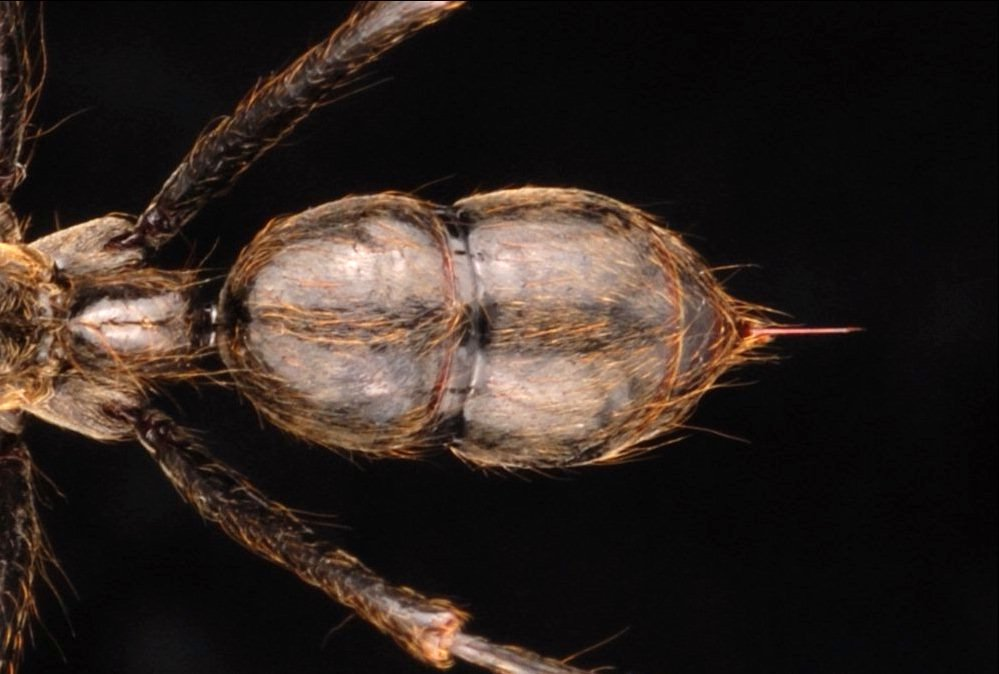
Giftstachel einer Dinoponera

## Zusammensetzung
Poneratoxin ist ein Pentacosa-Peptid, ein Neuropeptid. Unter pH 4,5 ist es löslich.
Das Gift liegt in einer Giftblase als inaktiver Präkursor vor, bestehend aus einer Aminosäuresequenz von 25 Aminosäuren.

## Giftwirkung
Poneratoxin ist ein starker aber langsam wirkender Agonist der glatten Muskulatur. Es bindet zunächst an Zellwände und blockiert synaptische Übertragungen im Nervensystem der Insekten und beeinflusst spannungsabhängig Natrium-Ionenkanäle im Zentralnervensystem. Es beeinträchtigt sowohl Axone von Insekten als auch Skelettmuskeln von Fröschen und Ratten.
Mit Poneratoxin lähmt die 24-Stunden-Ameise Beutetiere oder weist Angreifer ab. Bei Menschen kann der äußerst schmerzhafte Stich Fieber, kalte Schweißausbrüche und Herzrhythmusstörungen hervorrufen, er wird als der schmerzhafteste Insektenstich überhaupt bezeichnet. Nach dem Stich-Schmerzindex (Schmidt Sting Pain Index) des US-Insektenforschers Justin O. Schmidt, der die Heftigkeit von Schmerzen auf einer Skala von 1,0 bis 4,0+ beschreibt, steht das Insekt bei 4,0+. Die Schmerzen werden oft beschrieben, als würde man bei lebendigem Leib verbrennen. Sie lassen nach etwa 24 Stunden nach – daher der Name der Ameise. Eine sofortige Behandlung des Stiches mit Eiswasser und nachfolgender Einnahme von Benadryl-Kapseln (Diphenhydramin, ein Antihistaminikum) mildert die Schmerzen.
Die Giftwirkung hinterlässt keine bleibenden Schäden im Gewebe.

## Anwendungen durch den Menschen